# Jedinstvena Zagrebačka ŽNL 2006./07.
Ovaj članak je podtema članka: 5. rang HNL-a 2006./07.

| Sudionici: - Bregana - BSK Brdovec - Dinamo Hidrel Novo Čiče - Jelačić Vukovina - Klas Mičevec - Klokočevac (Klokočevec Samoborski) - Laduč (Donji Laduč) - Lomnica (Donja Lomnica) - Pušća (Donja Pušća) - Rugvica - Savski Marof - Sloga Novoselec - TOP Kerestinec - Vatrogasac Kobilić - Zaprešić - Zrinski Tehnovent Farkaševec Samoborski | Ljestvica do 17. kola mj. klub ut pob ner por gol+:gol- bod 1. Laduč (Donji Laduč) 17 9 6 2 25:13 33 2. Savski Marof 17 9 2 6 29:20 29 3. Klas Mičevec 17 9 2 6 26:24 29 4. Zrinski Tehnovent Farkaševec Samoborski 17 8 4 5 35:19 28 5. Vatrogasac Kobilić 17 8 4 5 25:18 28 6. Rugvica 17 8 4 5 36:31 28 7. Jelačić Vukovina 17 7 6 4 23:17 27 8. Sloga Novoselec 17 6 7 4 32:20 25 9. Klokočevac (Klokočevec Samoborski) 17 8 1 8 23:32 25 10. Dinamo Hidrel Novo Čiče 17 6 5 6 30:25 23 11. BSK Brdovec 17 6 5 6 28:25 23 12. TOP Kerestinec 17 6 4 7 29:29 22 13. Bregana 17 5 4 8 21:23 19 14. Zaprešić 17 4 5 8 14:20 17 15. Pušća (Donja Pušća) 17 3 3 11 18:51 12 16. Lomnica (Donja Lomnica) 17 2 2 13 15:42 8 |